# Achères (Yvelines)
Achères település Franciaországban, Yvelines megyében. Lakosainak száma 21 663 fő (2022. január 1.). Achères Andrésy, Carrières-sous-Poissy, Conflans-Sainte-Honorine, Maisons-Laffitte, Poissy, La Frette-sur-Seine, Herblay-sur-Seine és Saint-Germain-en-Laye községekkel határos.

## Népesség
A település népességének változása:
| Lakosok száma | 19 985 | 21 053 | 20 992 | 21 017 | 21 098 | 21 529 | 21 660 | 21 368 | 21 663 |
|               | 2013   | 2015   | 2016   | 2017   | 2018   | 2019   | 2020   | 2021   | 2022   |